# 旧三商大
舊三商大是指依照日本《大學令》而從高等商業學校升格成為大學的東京商科大學（舊東京高等商業學校）、神戶商業大學（舊神戶高等商業學校）、大阪商科大學（舊大阪市立高等商業學校），今为一橋大學、神戶大學和大阪公立大學。

## 别称
在舊學制下被稱為商大（商科大學、商業大學）的學校只有這三所，所以舊三商大也称为舊制商大。

## 演变[2]
- 東京高等商業学校 → 東京商科大学 → 東京産業大学 → 一橋大学
- 神戸高等商業学校 → 神戸商業大学 → 神戸経済大学 → 神戸大学
- 大阪市立高等商業学校 → 大阪商科大学 → 大阪市立大学 → 大阪公立大学

## 院校
| 高等商業學校         | 商科/商业大学                             | 综合大学                                                                        | 图片 |
| -------------------- | ----------------------------------------- | ------------------------------------------------------------------------------- | ---- |
| 東京高等商業學校     | 東京商科大學 Tokyo University of Commerce | 一桥大学 Hitotsubashi University                                                |      |
| 神戶高等商業學校     | 神戶商業大學 Kobe University of Commerce  | 神户大学 Kobe University                                                        |      |
| 大阪市立高等商業學校 | 大阪商科大學 Osaka University of Commerce | 大阪市立大学 Osaka City University ⮕ 大阪公立大学 Osaka Metropolitan University |      |

## 合作
現在這三所大學之間仍會舉行俗稱為三商戰的體育交流競賽以及共同學科討論會的學生辯論賽等活動。而在同學會方面，則有如水會（東京商科大學）與凌霜會（神戶商業大學）間的水霜座談會等交流活動的舉行。而在2010年，三所大學為了進行學術、教育層面交流而締結了新的教育交流協定。

## 辨析
两所在第二次世界大戰後升格成的新制大學名称相近：
- 兵庫縣立神戶商科大學（日语：神戸商科大学）（現兵庫縣立大學）：原舊制兵庫縣立神戶高等商業學校（日语：兵庫県立神戸高等商業学校），其成立與官立神戶高商升格成大學有關。
- 大阪商業大學：为私立大学，與大阪商科大學（新制大阪市立大學、今大阪公立大学）沒有直接關係。

## 外部連結
- 三商大戦OFFICIAL WEB SITE （页面存档备份，存于） － 從2006年起便未再更新
- 三商大体育大会WIKI （页面存档备份，存于）
- 三商ゼミ2007